# Maxomys bartelsii
Maxomys bartelsii — вид пацюків (Rattini), ендемік вулканічних лісів західної та центральної Яви, головного острова Індонезії.

## Морфологічна характеристика
Довжина голови й тулуба від 127 до 178 мм, довжина хвоста від 117 до 170 мм, довжина лапи від 31 до 36 мм, довжина вуха від 23 до 27 мм. Волосяний покрив короткий, м'який, щільний і без колючих волосків. Верхні частини темно-сірі, а черевні білі. Вуха закруглені. Хвіст приблизно такий же, як і голова і тулуб, зверху він чорнуватий, знизу блідий і з жовтуватим кінчиком. Число хромосом 2n = 48, FN = 70.

## Середовище проживання
Мешкає в гірських тропічних лісах на висоті ≈ 1830 метрів над рівнем моря. Він толерантний до порушеного середовища, а також присутній на узліссях лісів.

## Спосіб життя
Це наземний вид.